# Newsboys

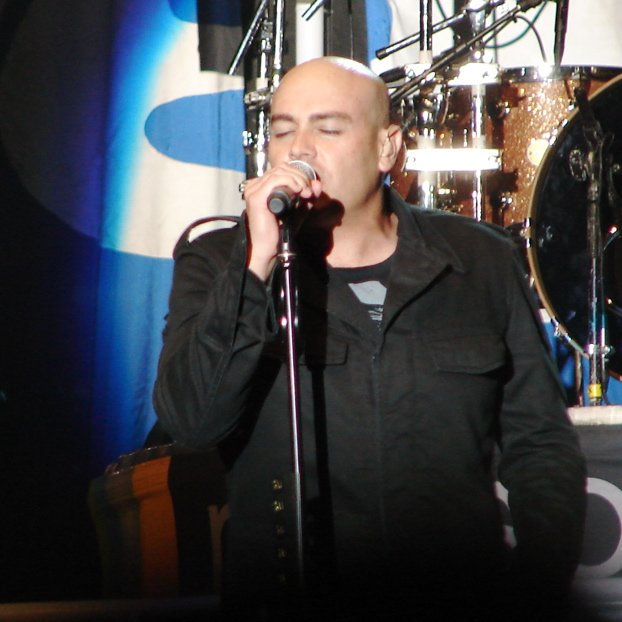
Peter Furler

De Newsboys is een christelijke rockband, eind jaren 80 opgericht door John James, die al snel het stokje overgaf aan Peter Furler, toen hij zelf een solocarrière begon. De bandleden zijn afkomstig uit drie verschillende landen: Nieuw-Zeeland, Australië en de Verenigde Staten.
Begin 2006 verliet Bryan Olesen de band omwille van zijn eigen band Casting Pearls, Paul Colman (die lange tijd leadzanger van het Paul Colman Trio was en bezig was met een solocarrière) kwam in zijn plaats. Eind 2006 besloot ook Phil Joel om uit de Newsboys te stappen, om meer tijd te hebben voor eigen projecten en zijn familie. Diverse hits van de Newsboys zijn opgenomen in de compilatie CD WOW Hits.

## Bandleden
- Michael Tait: zang (sinds 2009)
- Peter Andrew Furler: zang, gitaar (1985-2009)
- Jody Davis: gitaar (1993-2003 & sinds 2009)
- Paul Colman: gitaar, basgitaar (2006-2009)
- Duncan Phillips: drum (sinds 1993)
- Jeff Frankenstein: keyboards, basgitaar (sinds 1994)

## Discografie

### Albums
| Jaar  | Album                             | Label                                 |
| ----- | --------------------------------- | ------------------------------------- |
| 1988  | Read All About It                 | Refuge/Star Song                      |
| 1990  | Hell Is For Wimps                 | Star Song                             |
| 1991  | Boys Will Be Boyz                 | Star Song                             |
| 1992  | Not Ashamed                       | Star Song                             |
| 1994  | Going Public                      | Star Song                             |
| 1996  | Take Me to Your Leader            | Star Song, Virgin Records             |
| 1998  | Step Up to the Microphone         | Star Song, Virgin Records             |
| 1999  | Love Liberty Disco                | Sparrow Records                       |
| 2000  | Shine: The Hits                   | Sparrow Records                       |
| 2002  | Thrive                            | Sparrow Records                       |
| 2002  | Newsboys Remixed                  | Sparrow Records                       |
| 2003  | Adoration: The Worship Album      | Sparrow Records                       |
| 2004] | Devotion                          | Sparrow Records/EMI CMG               |
| 2005  | He Reigns: The Worship Collection | Sparrow Records/EMI CMG               |
| 2006  | GO                                | Inpop Records                         |
| 2006  | GO - Special Edition              | Inpop Records                         |
| 2007  | GO Remixed                        | Inpop Records                         |
| 2007  | The Greatest Hits                 | Sparrow Records                       |
| 2008  | Houston We Are GO (live)          | Inpop Records                         |
| 2009  | In the Hands of God               | Inpop Records                         |
| 2010  | Born Again                        | Inpop Records                         |
| 2010  | Christmas! A Newsboys Holiday     | Inpop Records                         |
| 2011  | God's Not Dead                    | Inpop Records                         |
| 2012  | Live in concert: God's Not Dead   | Inpop Records                         |
| 2013  | Restart                           | Sparrow Records                       |
| 2014  | Hallelujah for the Cross          | Capitol Christian Distribution        |
| 2016  | Love Riots                        | Platinum Pop/First Company Management |
| 2019  | United                            | Platinum Pop/First Company Management |
| 2021  | Stand                             | Capitol                               |

### Singles
- Read All About It, 1988 (Refuge)
- Hell Is For Wimps, 1990 (Starsong)
- Boyz Will Be Boyz, 1991 (Starsong)
- Not Ashamed, 1992 (Starsong)
- Going Public, 1994 (Starsong)
- Take Me To Your Leader, 1996 (Starsong)
- Step Up To The Microphone, 1998 (Sparrow)
- Love Liberty Disco, 1999 (Sparrow)
- Shine - The Hits, 2000 (Sparrow)
- Joy, 2002, (WOW Hits 2002)
- Thrive, 2002 (Sparrow)
- Newsboys Remixed, 2002 (Sparrow)
- Adoration: The Worship Project, 2003 (Sparrow)
- Devotion, 2004 (Sparrow/EMI CMG)
- Presence, 2005 (WOW Hits 2005)
- He reigns - the worship collection, 2005 (Sparrow/EMI CMG)
- Go, 31 oktober 2006 (Inpop Records)
- I Am Free, 2006 (WOW Hits 2007)
- Something Beautiful, 2008 (WOW Hits 2008)
- God's Not Dead, 2012
- Jesus Paid It All, 2013 (Sparrow)
- That Home, 2014 (Sparrow)
- Hallelujah for the Cross, 2014 (First Company/Platinum Entertainment)
- Guilty, 2015 (First Company/Platinum Entertainment)